# Mesilim
Mesilim o Mesalim (2550 a.C. circa) è stato un lugal (re) della città-stato sumera di Kish.

## Biografia
Nonostante il suo nome non appaia nella Lista reale sumerica, Mesilim è tra le prime figure storiche registrate nei documenti archeologici. Fu un monarca della III dinastia di Kish, e regnò verso l'inizio della III dinastia (circa 2550-2330 a.C.). Le inscrizioni relative a questo regno affermano che fu lui a volere la costruzione dei templi di Adab e Lagash, in cui apparentemente era re.
Mesilim è conosciuto soprattutto per aver fatto da mediatore in un conflitto tra Lugal-sha-engur, suo ensi a Lagash, e la vicina città-stato rivale di Umma, riguardo ai diritti di utilizzo di un territorio denominato gu-edinna. Dopo aver chiesto l'opinione del dio Satarana, Mesilim stabilì un nuovo confine tra Lagash e Umma, ed eresse una colonna per marcarlo, sulla quale scrisse la sua decisione finale. Questa decisione non fu definitiva, dato che un successivo re di Umma, Ush, distrusse la colonna in gesto di sfida.
Negli anni cinquanta il sumerologo E. Gordon riesaminò la prova letteraria e formulò un'ipotesi secondo la quale Mesilim e re Mesannepada di Ur, che in seguito assunse nel suo regno anche il titolo di "re di Kish", erano a tutti gli effetti la stessa persona. I due nomi sono noti altrove in un proverbio mesopotamico che parla di un re il cui tempio fu abbattuto. Nella versione sumera, il proverbio dice: "L'E-babbar che Mesilim costruì, Annane, l'uomo il cui seme fu tagliato, demolì". E-babbar era il tempio di Lagash, e secondo Gordon Annane sarebbe una variante del nome A-anne-pada, ovvero il figlio di Mes-anne-pada. Il proverbio accadico (di molto successivo) recita: "Il tempio che Mesannepadda costruì, Nanna, il cui seme fu colto, demolì". Thorkild Jacobsen mise in dubbio questa teoria giungendo alla conclusione opposta, ovvero che Mesilim e Mesannepada erano probabilmente distinti, affermando che lo scriba accadico non avrebbe riconosciuto il nome di Mesilim che non appariva nella lista reale, e l'avrebbe quindi sostituito col nome della lista che conosceva.